# گل‌های ۷۸
گل‌های ۷۸ یک مجموعه تلویزیونی محصول سال ۱۳۷۸ به کارگردانی مهران غفوریان، نویسندگی و تهیه‌کنندگی مهران غفوریان می‌باشد که در نوروز ۱۳۷۹ از شبکه سه پخش شد.

## بازیگران
- بیژن بنفشه‌خواه
- حمید لولایی
- سپهر آزادی
- فاطمه هاشمی
- مهران غفوریان
- مهرداد نظری
- یوسف تیموری